# Sophie Killer
Sophie Killer (* 1991 in Klagenfurt) ist eine österreichisch-deutsche Schauspielerin und Regisseurin.

## Leben
Sophie Killer wurde 1991 in Klagenfurt geboren und spielte bereits 2005 am Münchner Volkstheater die Rolle der Julia in Romeo und Julia. Sie studierte von 2011 bis 2015 Schauspiel an der Folkwang Universität der Künste in Bochum und Essen, teilweise unterstützt durch ein Stipendium der Studienstiftung des deutschen Volkes. Anschließend ging sie für einen Workshop an die Meisner Technique School nach San Francisco und absolvierte von 2015 bis 2016 an der Tanzfabrik Berlin das Dance Intensive Programm. Es folgten Theaterauftritte in Essen, Bochum, Friedrichshafen oder Köln. Am Theater in Paderborn inszenierte sie im Jahr 2023 das Stück Jeeps.
Im Jahr 2015 gründete sie mit ihrer Schwester Thalia Killer das Künstlerinnenduo Killer & Killer, das sich in ihren Projekten „zwischenmenschlichen und gesellschaftspolitischen Themen in einer Synthese von Tanz und Theater“ widmet. Für ihre erste Produktion Einer tanzt aus der Reihe erhielt das Duo den Folkwangpreis Darstellende Künste.
Seit Ende der 2010er Jahre ist Sophie Killer auch in Film und Fernsehen zu sehen, unter anderem in den Kinofilmen Postings oder Alles in bester Ordnung.
Die Schauspielerin wohnt in Köln.

## Filmografie
- 2019: Die Bergretter (Folge: Mutterglück)
- 2019: Um Himmels Willen (Folge: Liebe geht durch den Magen)
- 2020: Der Zürich-Krimi: Borchert und die tödliche Falle
- 2021: Postings
- 2022: Ein Wahnsinnstag
- 2022: Alles in bester Ordnung
- 2023: Franky Five Star